# Backhook Indijanci
Backhook (pl. Backhooks), jedno od plemena porodice Siouan s rijeke Pee Dee u Južnoj Karolini, koje se prema W. J. McGee-ju, uz Pedee, Waccamaw, Winyaw i njima možda najsrodnije Hooks Indijance klasificira užoj nestaloj grupi kolektivno nazivanoj Pedee. Sva navedena plemena komplet su nestala, i o Backhookima gotovo ništa nije poznato.
Backhookse i Hookse spominje ranih 1700.-tih John Lawson u svojoj A New Voyage to Carolina, za koje kaže da je protiv njih na područje ušća Winyaw Rivera (gdje su živjeli), u današnjoj Južnoj Karolini, zaratilo pleme Santee ili Seretee. 

## Vanjske poveznice
- John Lawson, A New Voyage to Carolina
- B- South Carolina Indian Villages, Towns and Settlements  Arhivirana inačica izvorne stranice od 6. srpnja 2008. (Wayback Machine)